# Nachtgiger
Der Nachtgiger ist der Name einer monsterartigen Kinderschreckfigur in Franken, vergleichbar dem Butzemann (Boogeyman im Amerikanischen) oder dem Nachtkrabb im österreichisch-süddeutschen Raum. In manchen fränkischen Gegenden dialektabhängig auch Nachtgeger, Nachdgiecher oder Noochdgieger genannt. Eine Variante im westmittelfränkischen Raum, etwa in den Orten Dürrwangen, Großlellenfeld oder Pleinfeld ist der Holzgeger oder Holzgieger. Er soll vor allem nachts umgehen und Kinder holen, die frech sind oder noch alleine unterwegs.
In Häuser scheint der Nachtgiger dabei nicht eindringen zu können oder zu wollen, er begnügt sich mit dem, was er ab 22 Uhr auf der Straße finden kann. Diese Verhaltensweise sowie das nächtliche Erscheinen teilt er mit den Vampiren. Angeblich frisst der Nachtgiger die Kinder.
Die Figur des Nachtgigers wird verwendet, um Kindern Angst einzujagen und dafür zu sorgen, dass sie nachts nicht alleine umherstrolchen oder dass sie „brav“ ins Bett gehen. Er ist dabei eine „Universalschreckgestalt“, die in vielfacher Weise auftritt.
Weiterhin werden Erwachsene, welche „die Nacht zum Tag machen“, also ausgiebig bis in die Morgenstunden unterwegs sind, als Nachtgiger bezeichnet. In Nürnberg gab es eine Kneipe mit dem Namen Nachtgiger.

## Aussehen
Meist wird der Nachtgiger als große schwarze Gestalt beschrieben. Offensichtlich weiß niemand genaueres zu berichten, aber die Ungewissheit über seine Erscheinung ist ein hinzukommender Angstfaktor. Einigen Varianten zufolge ist der Nachtgiger auch mit Flügeln bewehrt und kann seinen Opfern ähnlich einem Vampir nachstellen. Das Wort Giger bedeutet im Fränkischen  Hahn. Deshalb werden mit dem Nachtgiger auch Aspekte des Hahns verbunden.

## Verwendung in der Fränkischen Sprache
„Schau dasd ham kummsd, sunsd hould di fei der Nachdgicher“ – etwa „Sieh zu, dass du nach Hause kommst, sonst holt dich der Nachtgiger“
„Du bisd mer a a rechder Nachdgicher“ – etwa „Du bist mir auch ein ziemlicher nächtlicher Rumtreiber“

## Kunst und Kultur
Günter Stössel hat den Nachtgiger für den Titel eines seiner Alben verwendet. (Nachtgiger strolling along) Die HG Nürnberg veranstaltet jährlich ein Nachtgiger-Hockeyturnier für Senioren, das überregionalen Anklang findet. In Hersbruck findet jedes Jahr in der Nacht vom 30. April auf den 1. Mai der Hersbrucker Nachtgieger statt. Zehn Bars und Biergärten der Stadt feiern mit Livemusik und Tanz den Start in den Mai.